# Heimersheimer Bach
Der Heimersheimer Bach ist ein etwa zehn Kilometer langer Zufluss der Selz in Rheinhessen.
Das Gewässer entspringt als Engbach oberhalb von Heimersheim in der Gemarkung Entenpfuhl in 275 m Höhe. Hinter Heimersheim nimmt der Bach den Metzenbach auf und fließt dann entlang der Landstraße in Richtung Albig. Zwischen den Autobahnen A 63 und A 61, am Autobahnkreuz Alzey, wird er in einem Hochwasserrückhaltebecken aufgestaut, danach fließt er größtenteils verrohrt durch Albig, wo er den Goldbach aufnimmt.
Hinter Albig fließt der Heimersheimer Bach an der ehemaligen Kläranlage und an mehreren kleinen Biotopen vorbei zum Freizeitgelände Albig-Ost. Auf dem Weg durch die weite Ackerlandschaft nimmt er noch das Wasser einiger Gräben (hauptsächlich von der A 63) auf. Beim Freizeitgelände hat er die Möglichkeit bei Hochwasser in mehrere kleine Tümpel einzutreten. Am Abschluss des Geländes fließt der Heimersheimer Bach noch einmal durch ein Hochwasserrückhaltebecken in Richtung Biebelnheim. 
Kurz vor dem Ort nimmt er den Spiesheimer Graben auf, um dann hinter dem Dorf als Affalterbach in Richtung Bechtolsheim zu fließen. Kurz nach der Unterquerung der ehemaligen Bahnstrecke Alzey–Bodenheim fließt er etwa einen halben Kilometer vor Bechtolsheim in die Selz. Entlang des Laufes sind oft Weiden und Pappeln zu finden. 
In regenarmen Monaten kann es vorkommen, dass das Bett komplett austrocknet. Die Wasserqualität liegt bei Güteklasse III bis IV. 
Zwischen Albig und Bechtolsheim führt ein Wirtschaftsweg, der als Radweg und Schleife des Rheinhessischen Pilgerwegs gekennzeichnet ist, am Ufer entlang.